# Мировая лига (водное поло)
Мировая лига водного поло — коммерческое соревнование национальных сборных команд по водному поло. Проводится под эгидой Международной федерации плавания (FINA) с 2002 года среди мужских команд и с 2004 года среди женских с целью увеличения популярности водного поло в мире.

## Система соревнований
Розыгрыш Мировой лиги проходит в два этапа. Первый этап представляет собой серию зональных турниров. Одна или две лучшие команды из каждой зоны — Америки, Африки, Азии и Океании и нескольких групп зоны Европы — выходят в Суперфинал. Команда страны-организатора Суперфинала на первом этапе участвует вне конкурса. 
Участники Суперфинала (обычно 8 команд) разбиваются на две группы. По итогам матчей в группах формируется состав четвертьфинальных пар. Победители четвертьфиналов продолжают борьбу за медали по системе плей-офф, проигравшие оспаривают 5—8-е места.
В рамках Мировой лиги FINA были испытаны разные правила проведения ватерпольных матчей. Так с 2002 года каждый период в матчах мужских команд продолжался 9 минут, большой перерыв между второй и третьей четвертью длился 15 минут. В 2005 году был опробован новый формат женских матчей — продолжительность каждой четверти увеличилась с 7 до 8 минут (официально нововведение вступило в силу с 15 сентября 2005 года).
В настоящее время соревнования проводятся по единым правилам. Продолжительность периода составляет 8 минут, предусмотрены 2-минутные перерывы между четвертями и большой 5-минутный перерыв между второй и третьей четвертью. В случае ничейного результата после четырёх периодов победитель матча определяется в серии штрафных 5-метровых бросков. 
Для участников Мировой лиги предусмотрены денежные призы, в частности победитель мужского турнира награждается призом в $100 тыс., а женского — $50 тыс.

## Призёры

### Мужчины
| Год  | Место проведения Суперфинала | 1-е место           | 2-е место           | 3-е место  |
| ---- | ---------------------------- | ------------------- | ------------------- | ---------- |
| 2002 | Патры                        | Россия              | Испания             | Венгрия    |
| 2003 | Нью-Йорк                     | Венгрия             | Италия              | США        |
| 2004 | Лонг-Бич                     | Венгрия             | Сербия и Черногория | Греция     |
| 2005 | Белград                      | Сербия и Черногория | Венгрия             | Германия   |
| 2006 | Афины                        | Сербия и Черногория | Испания             | Греция     |
| 2007 | Берлин                       | Сербия              | Венгрия             | Австралия  |
| 2008 | Генуя                        | Сербия              | США                 | Австралия  |
| 2009 | Подгорица                    | Черногория          | Хорватия            | Сербия     |
| 2010 | Ниш                          | Сербия              | Черногория          | Хорватия   |
| 2011 | Флоренция                    | Сербия              | Италия              | Хорватия   |
| 2012 | Алма-Ата                     | Хорватия            | Испания             | Италия     |
| 2013 | Челябинск                    | Сербия              | Венгрия             | Черногория |
| 2014 | Дубай                        | Сербия              | Венгрия             | Черногория |
| 2015 | Бергамо                      | Сербия              | Хорватия            | Бразилия   |
| 2016 | Хойчжоу                      | Сербия              | США                 | Греция     |
| 2017 | Руза                         | Сербия              | Италия              | Хорватия   |
| 2018 | Будапешт                     | Черногория          | Венгрия             | Испания    |
| 2019 | Белград                      | Сербия              | Хорватия            | Австралия  |
| 2020 | Тбилиси                      | Черногория          | США                 | Греция     |
| 2022 | Страсбург                    | Италия              | США                 | Испания    |

### Женщины
| Год  | Место проведения Суперфинала | 1-е место | 2-е место  | 3-е место  |
| ---- | ---------------------------- | --------- | ---------- | ---------- |
| 2004 | Лонг-Бич                     | США       | Венгрия    | Италия     |
| 2005 | Кириши                       | Греция    | Россия     | Австралия  |
| 2006 | Козенца                      | США       | Италия     | Россия     |
| 2007 | Монреаль                     | США       | Австралия  | Греция     |
| 2008 | Санта-Крус-де-Тенерифе       | Россия    | США        | Австралия  |
| 2009 | Кириши                       | США       | Канада     | Австралия  |
| 2010 | Ла-Холья                     | США       | Австралия  | Греция     |
| 2011 | Тяньцзинь                    | США       | Италия     | Австралия  |
| 2012 | Чаншу                        | США       | Австралия  | Греция     |
| 2013 | Пекин                        | Китай     | Россия     | США        |
| 2014 | Куньшань                     | США       | Италия     | Австралия  |
| 2015 | Шанхай                       | США       | Австралия  | Нидерланды |
| 2016 | Шанхай                       | США       | Испания    | Австралия  |
| 2017 | Шанхай                       | США       | Канада     | Россия     |
| 2018 | Куньшань                     | США       | Нидерланды | Россия     |
| 2019 | Будапешт                     | США       | Италия     | Россия     |
| 2020 | Афины                        | США       | Венгрия    | Россия     |
| 2022 | Санта-Крус-де-Тенерифе       | Испания   | Венгрия    | США        |